# Barbara Stanwyck
Barbara Stanwyck (pravo ime Ruby Catherine Stevens), ameriška filmska in televizijska igralka, plesalka in model, *16. julij 1907, Brooklyn, New York, Združene države Amerike, † 20. januar 1990, Santa Monica, Kalifornija, Združene države Amerike.
Barbara Stanwyck je bila filmska in televizijska zvezda, ki si je v svoji 60-letni karieri pridobila sloves odlične in vsestranske profesionalke z močno in realistično igro. Za igro v svojih filmih so jo radi izbrali mnogi priznani režiserji kot so Cecil B. DeMille, Fritz Lang in Frank Capra. Po kratki, vendar pomembni karieri gledališke igralke konec dvajsetih let 20. stoletja je v Hollywoodu posnela 85 filmov, nato je zaigrala tudi v televizijskih filmih.
Pri štirih letih je osirotela in odraščala v različnih rejniških domovih. Do leta 1944 je postala najbolje plačana ženska v ZDA. Štirikrat je bila nominirana za oskarja za najboljšo igralko, in sicer leta 1937 za film Stella Dallas, leta 1941 za Ball of Fire, leta 1944 za Dvojno zavarovanje in leta 1948 za Sorry, Wrong Number. Za televizijske vloge je prejela tri emmyje, in sicer leta 1961 za The Barbara Stanwyck Show, leta 1966 za The Big Valley in leta 1983 za Pesem ptic trnovk. Za slednjo je osvojila tudi zlati globus. Leta 1982 je prejela častnega oskarja in leta 1986 še nagrado Golden Globe Cecil B. DeMille. Prejela je še več drugih nagrad za življenjsko delo, leta 1987 od Ameriškega filmskega inštituta, leta 1986 od združenja Film Society of Lincoln Center, leta 1981 od Združenja filmskih kritikov Los Angelesa in leta 1967 od združenja Screen Actors Guild. Leta 1960 je dobila tudi svojo zvezdo na Hollywoodski aleji slavnih. Ameriški filmski inštitut jo je med ženskimi zvezdami v klasični ameriški kinematografiji vseh časov uvrstil na 11. mesto.

## Zgodnje življenje
Barbara Stanwyck se je rodila kot Ruby Catherine Stevens 16. julija 1907 v Brooklynu v New Yorku. Bila je peti otrok očeta Byrona E. in matere Catherine Ann Stevens. Starša sta pripadala delavskemu razredu. Oče je izviral iz Massachusettsa, mati je bila priseljenka iz Nove Škotske. Po starših je bila Ruby angleškega in škotskega rodu. Ko je bila stara štiri leta, je izgubila mamo, ki je umrla zaradi zapletov po spontanem splavu, do katerega je prišlo po trku s tramvajem. Dva tedna po pogrebu se je oče Byron Stevens pridružil skupini delavcev, ki so šli kopat Panamski prekop. Po tem ga ni nihče nikoli več videl. Ruby in njenega brata Byrona je vzgajala starejša sestra Mildred, ki je bila od Ruby starejša devetnajst let in je leta 1931 nenadoma umrla zaradi srčne kapi. Ko je dobila službo, so Ruby in Byrona poslali v rejniške družine, ki so se hitro menjavale. Na leto sta zamenjala tudi štiri družine. Ruby je pogosto zbežala od rejnikov.
Poleti v letih 1916 in 1917 je Ruby potovala z Mildred. V tem času je gledala filme, v katerih je igrala Pearl White. Ta je postala njen idol in vzbudila v njej željo, da bi postala igralka. Ko je bila stara 14 let, je zapustila šolo in se zaposlila v veleblagovnici v Brooklynu, kjer je zavijala pakete. Nikoli ni obiskovala srednje šole, čeprav so zgodnji biografi zapisali, da je hodila na Brooklynsko šolo Erasmus Hall High School. Kmalu zatem je dobila službo v telefonski pisarni v Brooklynu, kjer je polnila telefonske kartice. Zaslužila je 14 dolarjev na teden, kar ji je omogočilo, da je postala finančno neodvisna. Nobene izmed služb ni marala, želela si je vstopa v zabavništvo, čemur je Mildred nasprotovala in jo je želela odvrniti od tega. Zatem je delala za revijo Vogue, za katero je izrezovala vzorce za obleke, vendar je bila zaradi pritožb strank odpuščena. Njena naslednja služba je bila delo tipkarice v podjetju Jerome H. Remick Music Company. To je bilo prvo delo, ki ji je bilo všeč, vendar je še vedno imela ambicije po delovanju v zabavništvu. Mildred jo je takrat nehala odvračati od tega.

## Uspeh na Broadwayu
Leta 1923, nekaj mesecev pred 16. rojstnim dnevom, je Ruby opravila avdicijo v Strand Roofu, nočnem klubu gledališča Strand Theatre na Times Squaru. Nekaj mesecev pozneje je postala plesalka v seriji broadwajskih produkcij Ziegfeld Follies v letih 1922 in 1923. Plesala je v gledališču New Amsterdam Theatre. Pozneje je Stanwyckova o tem obdobju povedala, da je hotela preživeti, jesti in imeti lep plašč. Opravljala je še več različnih del in si pridobila nekaj dobrih prijateljev, med njimi pianista Oscarja Levanta.
Billy LaHiff, lastnik popularnega puba, je Ruby leta 1926 predstavil Willardu Macku, ki je iskal igralce za svojo igro The Noose. Ruby je dobila vlogo in zaigrala ob Rexu Cherrymanu in Wilfredu Lucasu. Sprva je kazalo, da je igra neuspešna. Mack si je prizadeval izboljšati uspeh in se je odločil razširiti Rubyjin del v igri. Predstavo so v prenovljeni različici prvič odigrali 20. oktobra 1926 in takrat je postala ena najuspešnejših iger sezone. Na Broadwayu so jo igrali devet mesecev, izvedli so jo 197-krat. Na predlog Macka ali producenta Davida Belasca je Ruby svoje ime spremenila v Barbara Stanwyck. Združila je ime svoje vloge, Barbare Frietchie, in priimek druge igralke v igri, Jane Stanwyck.
Kmalu zatem je s prvo vodilno vlogo v igri Burlesque leta 1927 postala zvezda Broadwaya. Igra je prejela pozitivne kritike in postala velik hit. Filmski igralec Pat O'Brien je v šestdesetih letih 20. stoletja v pogovorni oddaji izjavil, da je bila prav Burlesque najboljša broadwajska igra, kar jih je kdaj videl. Arthur Hopkins je v avtobiografiji To a Lonely Boy zapisal, kako je za to vlogo izbral prav Stanwyckovo:
»Med iskanjem dekleta za vlogo sem imel razgovor s plesalko v nočnem klubu, ki je nedavno odigrala manjšo čustveno vlogo v igri, ki ni doživela pravega uspeha (The Noose). Zdelo se je, da ima kakovost, ki sem jo iskal. Takoj je pokazala občutljivejšo, zlahka izraženo čustvo, kakršno sem videl pri Pauline Lord. Ona in (Hal) Skelly sta bila odlična ekipa, ki je z igro doživela velik uspeh. Zanjo sem imel velike načrte, vendar je dobivala veliko hollywoodskih ponudb, katerim ni mogel nihče konkurirati. Postala je zvezda. Ona je Barbara Stanwyck.«
Stanwyckovo je imenoval »najbolj pristna igralka našega časa.«
V tem času je Stanwyckova prejela ponudbo producenta Boba Kaneja za njegov nemi film Broadway Nights iz leta 1927. Glavne vloge ni dobila, ker ni mogla jokati na preizkusu, vendar je dobila manjšo vlogo kot plesalka. To je bil njen prvi film.
Med igranjem v igri Burlesque je Oscar Levant Stanwyckovo predstavil igralcu Franku Fayu, s katerim sta se zaljubila in poročila 26. avgusta 1928. Kmalu zatem sta se preselila v Hollywood.

## Filmska kariera
Prvi zvočni film, v katerem je zaigrala Stanwyckova, je bil The Locked Door (1929), ki mu je istega leta sledil še Mexicali Rose. Noben od teh filmov ni bil uspešen, vendar jo je Frank Capra kljub temu izbral za svoj film Ladies of Leisure leta 1930. Sledile so mnoge pomembne vloge v več filmih:
- Night Nurse (1931) – v njem je zaigrala otroško medicinsko sestro, ki reši dve majhni deklici pred popolnim izstradanjem zaradi hudobne osebe, ki jo je upodobil Clark Gable;
- So Big! (1932) – v njem je upodobila hrabro kmečko žensko na farmi Midwest;
- Shopworn (1932);
- Baby Face (1933) – nastopila je kot ambiciozna ženska na napačni strani zakona;
- Stella Dallas (1937) – naslovna vloga;
- Union Pacific (1939) – v vlogi Molly Monahan ob Joelu McCrei;
- Meet John Doe (1941) – v njem je zaigrala ambiciozno novinarko ob Garyju Cooperju;
- The Lady Eve (1941) – glavno vlogo je ob njej zaigral Henry Fonda;
- You Belong to Me (1941) – v njem je upodobila izredno uspešno neodvisno zdravnico Helen Hunt, ob njej je ponovno igral Henry Fonda;
- Ball of Fire (1941) – komedija, v kateri je kot plesalka v nočnem klubu profesorju, ki ga je odigral Gary Cooper, ponudila boljše razumevanje sodobnega angleškega jezika;
- Dvojno zavarovanje (1944) – v tem filmu zavarovalniškega agenta, ki ga je igral Fred MacMurray, pregovori v umor svojega moža;
- Christmas in Connecticut (1945) – v vlogi kolumnistke, ki se zaplete v laži in božično romanco;
- Sorry, Wrong Number (1948) – kot ženska, ki prestreže klic o načrtovanju umora, vendar žrtev postane ona;
- The Other Love – v tem filmu je igrala koncertno pianistko. Klavirsko glasbo je odigrala Ania Dorfmann, ki je Stanwyckovo izurila tako, da so se gibi njenih rok ujemali z glasbo;[14]

Barbara Stanwyck naj bi bila ena od številnih igralk, ki so jih snubili za vlogo Scarlett O'Hara v filmu Gone with the Wind leta 1939. Pozneje jo je odigrala Vivien Leigh. Leta 1944 je Stanwyckova postala najbolje plačana ženska v ZDA.
Pauline Kael je v opisu njene igre zapisala, da se zdi, da ima Stanwyckova intuitivno razumevanje za tekoče fizične gibe, ki najbolje delujejo pred kamero. Po Kaelinem mnenju tudi njeno filmsko delo v zgodnjih tridesetih letih z rahlo sentimentalnostjo le poudarja njen izjemni modernizem.
Veliko njenih vlog je predstavljalo močne karakterje. V filmu Dvojno zavarovanje je Stanwyckova zaigrala mračno neuravnovešeno morilko. Njena igra je doživela veliko pohval. Sicer je bila Stanwyckova med igralskimi kolegi poznana kot zelo dostopna in prijazna do zasedbe. Zapomnila si je tudi imena žena in otrok. Franc Capra je o njej dejal, da je bila izredno priljubljena in da bi na tekmovanju za najpopularnejšo osebo v Hollywoodu osvojila prvo nagrado. Ko je bila stara 50 let, je za film Forty Guns posnela zelo nevaren kader. Njen lik je moral pasti s konja, vendar se je z nogo zataknil v streme, zato ga je žival vlekla določen del poti. Kader je bil tako nevaren, da je snemanje zavrnil celo profesionalni kaskader, zato ga je Stanwyckova posnela kar sama. Zaradi te izjemne profesionalnosti so jo sprejeli v Hišo slavnih hollywoodskih kaskaderjev.
Leta 1964 je odigrala glavno vlogo v filmu Roustabout ob Elvisu Presleyu.
Njen dolgoletni prijatelj je bil tudi William Holden. Na podelitvi oskarjev leta 1977 sta enega izmed njih podelila skupaj. Pred tem se ji je Holden javno zahvalil, da mu je rešila kariero. Skupaj sta zaigrala v filmu Golden Boy leta 1939. Takrat je bila že filmska zvezda, on pa še neuveljavljen igralec. Po več slabših igrah so ga producenti nameravali odpustiti, vendar se je Stanwyckova zavzela zanj, da je dobil novo priložnost, ki jo je tudi izkoristil. Kmalu po Holdenovi smrti je Stanwyckova prejela častnega oskarja. Ob tej priložnosti se je spomnila tudi nanj z besedami: »Pred nekaj leti sem stala tukaj z Williamom Holdenom kot podeljevalka. Zelo sem ga imela rada in pogrešam ga. Vedno si je želel, da bi dobila oskarja. In tako se je nocoj, moj zlati fant, tvoja želja uresničila.«

## Televizijska kariera
Ko je njena filmska kariera leta 1957 zatonila, se je Stanwyckova preselila na televizijo. Njena serija iz leta 1961 The Barbara Stanwyck Show ni doživela velikega uspeha, vendar ji je kljub temu prinesla emmyja. Zaradi Vestern serije The Big Valley, ki so jo med letoma 1965 in 1969 predvajali na programu ABC, je postala ena najbolj priljubljenih televizijskih igralk, osvojila je tudi drugega emmyja. V igralski zasedbi je bila zapisana kot Miss Barbara Stanwyck. Zgodba njenega filma iz leta 1940, Remember the Night, je bila uporabljena v 15. epizodi 1. sezone z naslovom Judgement in Heaven.
Pojavila se je tudi v televizijski seriji The Untouchables med letoma 1962 in 1963 ob Robertu Stacku in v štirih epizodah serije Wagon Train kot tri različne osebe (1961–1964).
Nekaj let pozneje je Stanwyckova dobila še tretjega emmyja za vlogo v miniseriji Pesem ptic trnovk. Leta 1985 se je trikrat pojavila v seriji Dynasty, nato je igrala v seriji The Colbys skupaj s Charltonom Hestonom, Stephanie Beacham in Katharine Ross, vendar so serijo kmalu nehali snemati. Skupno so posneli dve sezoni, vendar je Stanwyckova igrala le v prvi, saj ni bila zadovoljna s svojo vlogo Constance Colby Patterson. Earl Hamner mlajši, producent serije The Waltons, je želel Stanwyckovo za glavno vlogo Angele Channing v seriji Falcon Crest, ki so jo snemali v osemdesetih, vendar jo je zavrnila. Pozneje jo je dobila njena najboljša prijateljica Jane Wyman.

## Osebno življenje

### Razmerja in zakoni
Ko je še igrala v igri The Noose, naj bi se Stanwyckova zaljubila v poročenega soigralca Rexa Cherrymana. Ta je leta 1928 zbolel in njegov zdravnik mu je svetoval, naj gre z ladjo v Pariz, kjer naj bi se srečal s Stanwyckovo. Med potjo je umrl zaradi sepse, star 31 let.
26. avgusta 1928 se je poročila s soigralcem iz igre Burlesque, Frankom Fayem. Oba sta pozneje trdila, da se sprva nista marala, vendar sta se zbližala po Cherrymanovi smrti. Po trditvah njenega biografa Stanwyckova ni mogla imeti otrok zaradi nepravilno opravljenega splava, ko je imela le 15 let. Zaradi tega sta kmalu po preselitvi v Hollywood 5. decembra 1932 z možem posvojila desetmesečnega otroka. Najprej sta ga poimenovala Dion, nato sta mu ime spremenila v Anthony Dion z vzdevkom Tony. Zakon je bil nesrečen. Fay je imel uspešno kariero na Broadwayu, vendar se mu ni uspelo prebiti v Hollywood kot njegovi ženi. Po nekaterih poročilih naj bi Fay fizično zlorabljal svojo mlado ženo, še posebej takrat, ko je bil pijan. Nekateri trdijo, da je bila ta zveza navdih za film A Star Is Born iz leta 1937. 30. decembra 1935 sta se ločila. Stanwyckova je dobila skrbništvo nad posvojencem, ki ga je vzgajala avtoritarno in z visokimi pričakovanji. Zaradi tega sta se odtujila in se le redko srečala po njegovi osamosvojitvi. Nekateri so govorili, da sta si bila podobna, saj sta bila na nek način dejansko oba siroti.
Med snemanjem filma His Brother's Wife leta 1936 je Stanwyckova spoznala soigralca Roberta Taylorja. Njuna zveza je bila bolj kot romanci podobna navezi mentor in učenec, saj je Stanwyckova podpirala in svetovala mlajšemu Taylorju, ki je izhajal iz majhnega mesta v Nebraski. Usmerjala je njegovo kariero in ga vpeljala v prefinjeno hollywoodsko kulturo. Ko je par zaživel skupaj, sta sprožila val časopisnega poročanja. Stanwyckova je bila po propadlem prvem zakonu neodločna in se ni želela znova poročiti. Nato je popustila in leta 1939 sta se poročila s pomočjo Taylorjevega studia Metro-Goldwyn-Mayer, kar je bilo v hollywoodski zlati dobi običajno. V prvih letih zakona sta veliko časa preživela skupaj na velikem posestvu v Brentwoodu v Los Angelesu, ki ga domačini še danes imenujejo »stari ranč Roberta Taylorja.«
Stanwyckova in Taylor sta se leta 1950 sporazumno odločila za ločitev. O razlogih zanjo je krožilo veliko različnih govoric. Po eni različici naj bi si Taylor po drugi svetovni vojni skušal ustvariti življenje izven Hollywooda, kar za Stanwyckovo ni bilo sprejemljivo. Po drugih naj bi oba imela zunajzakonska razmerja. Po ločitvi sta skupaj zaigrala v celovečernem filmu The Night Walker leta 1964, ki je bil tudi zadnji celovečerni film Barbare Stanwyck. Njena soigralka iz filma Big Valley Linda Evans je poročala, da se Stanwyckova ni več poročila, Taylorja pa je imenovala ljubezen svojega življenja. Njegova smrt leta 1969 jo je močno prizadela in takrat se je za nekaj časa umaknila od filmskega in televizijskega dela.
Barbara Stanwyck je bila ena najbolj priljubljenih in cenjenih igralk v Hollywoodu. Mnogi igralci in drugi sodelavci pri njenih filmih in televizijskih oddajah so bili njeni prijatelji, med drugim Joel McCrea z ženo Frances Dee, George Brent, Robert Preston, Henry Fonda (dolga leta je bila njegova velika simpatija), James Stewart, Linda Evans, Joan Crawford, Jack Benny z ženo Mary Livingstone, William Holden, Gary Cooper in Fred MacMurray.
Stanwyckova je imela romantično razmerje z igralcem Robertom Wagnerjem, ki ga je spoznala na snemanju filma Titanic leta 1953. Na začetku štiriletne romance je bil star 22 let, Stanwyckova pa 45 let. Wagner je to zvezo opisal v svojih spominih Pieces of My Heart, ki so izšli leta 2008. Zvezo je končala Stanwyckova. V petdesetih letih 20. stoletja je preživela romantično noč s precej mlajšim Farleyjem Grangerjem, o čemer je ta pozneje pisal v svoji avtobiografiji Include Me Out: My Life from Goldwyn to Broadway iz leta 2007.

### Politični nazori
Stanwyckova je nasprotovala predsedovanju Franklina Delana Roosevelta. Menila je, bi morali biti tudi drugi sposobni napredovati brez državne pomoči, če lahko veliko dosežejo ljudje iz prikrajšanih skupnosti, kakor je uspelo njej. Verjela je, da je mogoče s trdim delom doseči bogato nagrado, kar je imenovala ameriški način življenja. Takoj po ustanovitvi leta 1944 je postala članica združenja Motion Picture Alliance (MPA), ki se je borilo za ohranjanje ameriških idealov. Borili so se proti komunističnim, fašističnim in drugim vplivom, ki so spodkopavali ameriški način življenja. Javno je podprla preiskave komisije House Un-American Activities – komisije predstavniškega doma za preiskavo protiameriških aktivnosti.
Podobne nazore, to je konzervativno republikansko pripadnost, so izražali tudi drugi njeni slavni sodobniki, kot so Walt Disney, Hedda Hopper, Randolph Scott, Robert Young, Ward Bond, William Holden, Ginger Rogers, James Stewart, George Murphy, Gary Cooper, Bing Crosby, John Wayne, Walter Brennan, Shirley Temple, Bob Hope, Adolphe Menjou, Helen Hayes, režiser Frank Capra in njen soigralec iz filma Dvojno zavarovanje Fred MacMurray.
Barbara Stanwyck je bila oboževalka del Ayn Rand. Jacka L. Warnerja iz Warner Brosa je prepričala, da je odkupil pravice za izdajo prevoda dela The Fountainhead, še preden je postal uspešnica. Randovi je osebno pisala zaradi navdušenja nad njenim delom Atlas Shrugged.

### Veroizpoved
Stanwyckova je bila prvotno protestantka. Junija 1916 jo je krstil J. Frederic Berg iz protestantske nizozemske reformirane cerkve. Ob poroki s prvim možem Frankom Fayem je prestopila v rimskokatoliško vero.

### Brat
Njen starejši brat Malcolm Byron Stevens (1905–1964) je bil prav tako igralec, vendar precej manj uspešen od sestre. Glede na podatke v bazi IMDb je kot Bert L. Stevens odigral na stotine manjših vlog v raznih filmih in na televiziji, vendar je bil zapisan le v dveh filmih: The File on Thelma Jordon in No Man of Her Own iz leta 1950, v katerih je zaigrala tudi Stanwyckova. Leta 1934 se je poročil z igralko Caryl Lincoln, s katero je ostal vse do svoje smrti leta 1964. Imela sta sina Briana.

## Poznejše življenje in smrt
Po upokojitvi je ostala aktivna, stran od oči javnosti se je ukvarjala z dobrodelnostjo. Leta 1981 so jo oropali. Ponoči jo je v njenem stanovanju v Beverly Hillsu vsiljivec z baterijsko svetilko udaril po glavi, jo zaprl v omaro in ji ukradel nakit v vrednosti približno 40.000 dolarjev.
Leta 1982 je med snemanjem miniserije Pesem ptic trnovk dobila bronhitis zaradi vdihovanja dima za posebne učinke. Stanje je dodatno poslabšalo še kajenje, saj je kadila od svojega devetega leta, prenehala pa je v starosti 78 let.
Barbara Stanwyck je umrla 20. januarja 1990, stara 82 let, v bolnišnici Saint John's Health Center v Santa Monici v Kalifroniji zaradi srčnega popuščanja in kronične obstruktivne pljučne bolezni. Ni si želela navadnega pogreba, zato so v skladu z njeno željo njen pepel raztresli iz helikopterja nad Lone Pinom v Kaliforniji, kjer je posnela nekaj filmov.

## Filmografija
- Broadway Nights (1927)
- The Locked Door (1929)
- Mexicali Rose (1929)
- Ladies of Leisure (1930)
- Illicit (1931)
- Ten Cents a Dance (1931)
- Night Nurse (1931)
- The Miracle Woman (1931)
- Forbidden (1932)
- Shopworn (1932)
- So Big! (1932)
- The Purchase Price (1932)
- The Bitter Tea of General Yen (1933)
- Ladies They Talk About (1933)
- Baby Face (1933)
- Ever in My Heart (1933)
- Gambling Lady (1934)
- A Lost Lady (1934)
- The Secret Bride (1934)
- The Woman in Red (1935)
- Red Salute (1935)
- Annie Oakley (1935)
- A Message to Garcia (1936)
- The Bride Walks Out (1936)
- His Brother's Wife (1936)
- Banjo on My Knee (1936)
- The Plough and the Stars (1936)
- Internes Can't Take Money (1937)
- This Is My Affair (1937)
- Stella Dallas (1937)
- Breakfast for Two (1937)
- Always Goodbye (1938)
- The Mad Miss Manton (1938)
- Union Pacific (1939)
- Golden Boy (1939)
- Remember the Night (1940)
- The Lady Eve (1941)
- Meet John Doe (1941)
- You Belong to Me (1941)
- Ball of Fire (1941)
- The Great Man's Lady (1942)
- The Gay Sisters (1942)
- Lady of Burlesque (1943)
- Flesh and Fantasy (1943)
- Dvojno zavarovanje (1944)
- Hollywood Canteen (1944)
- Christmas in Connecticut (1945)
- My Reputation (1946)
- The Bride Wore Boots (1946)
- The Strange Love of Martha Ivers (1946)
- California (1947)
- The Two Mrs. Carrolls (1947)
- The Other Love (1947)
- Cry Wolf (1947)
- Variety Girl (1947)
- B.F.'s Daughter (1948)
- Sorry, Wrong Number (1948)
- The Lady Gambles (1949)
- East Side, West Side (1949)
- The File on Thelma Jordon (1950)
- No Man of Her Own (1950)
- The Furies (1950)
- To Please a Lady (1950)
- The Man with a Cloak (1951)
- Clash by Night (1952)
- Jeopardy (1953)
- Titanic (1953)
- All I Desire (1953)
- The Moonlighter (1953)
- Blowing Wild (1953)
- Witness to Murder (1954)
- Executive Suite (1954)
- Cattle Queen of Montana (1954)
- The Violent Men (1955)
- Escape to Burma (1955)
- There's Always Tomorrow (1956)
- The Maverick Queen (1956)
- These Wilder Years (1956)
- Crime of Passion (1957)
- Trooper Hook (1957)
- Forty Guns (1957)
- Walk on the Wild Side (1962)
- Roustabout (1964)
- The Night Walker (1964)
- The House That Would Not Die (1970, televizijski film)
- A Taste of Evil (1971, televizijski film)
- The Letters (1973, televizijski film)

## Radijski nastopi
Barbara Stanwyck je leta 1952 nastopila tudi na radiu v dveh radijskih adaptacijah:
- Hollywood Sound Stage – Dark Victory[38]
- Theatre Guild on the Air – Portrait in Black[38]

## Nominacije in nagrade
| Leto | Nagrada                                             | Kategorija                                              | Film/Serija               | Rezultat    | Vir    |
| ---- | --------------------------------------------------- | ------------------------------------------------------- | ------------------------- | ----------- | ------ |
| 1938 | Oskar                                               | Najboljša igralka v glavni vlogi                        | Stella Dallas             | nominiran/a | [ 39 ] |
| 1942 | Oskar                                               | Najboljša igralka v glavni vlogi                        | Ball of Fire              | nominiran/a | [ 39 ] |
| 1945 | Oskar                                               | Najboljša igralka v glavni vlogi                        | Dvojno zavarovanje        | nominiran/a | [ 39 ] |
| 1949 | Oskar                                               | Najboljša igralka v glavni vlogi                        | Sorry, Wrong Number       | nominiran/a | [ 39 ] |
| 1960 | Hollywoodska aleja slavnih                          | Motion Pictures, 1751 Vine Street                       |                           | Osvojil/a   | [ 40 ] |
| 1961 | Emmy                                                | Najboljša igralka v dramski seriji                      | The Barbara Stanwyck Show | Osvojil/a   | [ 41 ] |
| 1966 | Emmy                                                | Najboljša igralka v dramski seriji                      | The Big Valley            | Osvojil/a   | [ 41 ] |
| 1966 | Zlati globus                                        | Najboljša televizijska igralka                          | The Big Valley            | nominiran/a | [ 42 ] |
| 1967 | Emmy                                                | Najboljša igralka v glavni vlogi                        | The Big Valley            | nominiran/a | [ 41 ] |
| 1967 | Zlati globus                                        | Najboljša televizijska igralka                          | The Big Valley            | nominiran/a | [ 42 ] |
| 1967 | Nagrada združenja Screen Actors Guild               | Življenjsko delo                                        |                           | Osvojil/a   | [ 43 ] |
| 1968 | Emmy                                                | Najboljša igralka v glavni vlogi                        | The Big Valley            | nominiran/a | [ 41 ] |
| 1968 | Zlati globus                                        | Najboljša televizijska igralka                          | The Big Valley            | nominiran/a | [ 42 ] |
| 1973 | Hiša slavnih igralcev vesternov                     |                                                         |                           | Osvojil/a   | [ 44 ] |
| 1981 | Nagrada Filmskega združenja Lincoln centra          |                                                         |                           | Osvojil/a   | [ 39 ] |
| 1981 | Nagrada Združenja filmskih kritikov iz Los Angelesa | Življenjsko delo                                        |                           | Osvojil/a   | [ 45 ] |
| 1982 | Oskar                                               | Življenjsko delo                                        |                           | Osvojil/a   | [ 45 ] |
| 1983 | Emmy                                                | Najboljša igralka v glavni vlogi v miniseriji ali filmu | Pesem ptic trnovk         | Osvojil/a   | [ 45 ] |
| 1984 | Zlati globus                                        | Najboljša igralka v stranski vlogi                      | Pesem ptic trnovk         | Osvojil/a   | [ 42 ] |
| 1986 | Zlati globus                                        | Nagrada Cecila B. DeMillea                              |                           | Osvojil/a   | [ 42 ] |
| 1987 | Nagrada Ameriškega filmskega inštituta              | Življenjsko delo                                        |                           | Osvojil/a   | [ 46 ] |